# Lista di asteroidi (98001-99000)
Di seguito una lista di asteroidi dal numero 98001 al 99000 con data di scoperta e scopritore.

## 98001-98100
| Nome    | Designazione provvisoria | Data di scoperta | Scopritore   |
| ------- | ------------------------ | ---------------- | ------------ |
| 98001 - | 2000 QS198               | 29 agosto 2000   | LINEAR       |
| 98002 - | 2000 QG199               | 29 agosto 2000   | LINEAR       |
| 98003 - | 2000 QH199               | 29 agosto 2000   | LINEAR       |
| 98004 - | 2000 QU202               | 29 agosto 2000   | LINEAR       |
| 98005 - | 2000 QV203               | 29 agosto 2000   | LINEAR       |
| 98006 - | 2000 QC205               | 31 agosto 2000   | LINEAR       |
| 98007 - | 2000 QR207               | 31 agosto 2000   | LINEAR       |
| 98008 - | 2000 QN208               | 31 agosto 2000   | LINEAR       |
| 98009 - | 2000 QC209               | 31 agosto 2000   | LINEAR       |
| 98010 - | 2000 QW210               | 31 agosto 2000   | LINEAR       |
| 98011 - | 2000 QZ212               | 31 agosto 2000   | LINEAR       |
| 98012 - | 2000 QK213               | 31 agosto 2000   | LINEAR       |
| 98013 - | 2000 QX214               | 31 agosto 2000   | LINEAR       |
| 98014 - | 2000 QD215               | 31 agosto 2000   | LINEAR       |
| 98015 - | 2000 QS215               | 31 agosto 2000   | LINEAR       |
| 98016 - | 2000 QA223               | 21 agosto 2000   | LONEOS       |
| 98017 - | 2000 QM224               | 26 agosto 2000   | Spacewatch   |
| 98018 - | 2000 QT227               | 31 agosto 2000   | LINEAR       |
| 98019 - | 2000 QH228               | 31 agosto 2000   | LINEAR       |
| 98020 - | 2000 QL229               | 31 agosto 2000   | LINEAR       |
| 98021 - | 2000 QX243               | 24 agosto 2000   | LINEAR       |
| 98022 - | 2000 QC246               | 26 agosto 2000   | LINEAR       |
| 98023 - | 2000 QG251               | 21 agosto 2000   | LONEOS       |
| 98024 - | 2000 RP1                 | 1 settembre 2000 | LINEAR       |
| 98025 - | 2000 RE2                 | 1 settembre 2000 | LINEAR       |
| 98026 - | 2000 RS4                 | 1 settembre 2000 | LINEAR       |
| 98027 - | 2000 RC5                 | 1 settembre 2000 | LINEAR       |
| 98028 - | 2000 RJ5                 | 1 settembre 2000 | LINEAR       |
| 98029 - | 2000 RE7                 | 1 settembre 2000 | LINEAR       |
| 98030 - | 2000 RN7                 | 1 settembre 2000 | LINEAR       |
| 98031 - | 2000 RU7                 | 1 settembre 2000 | LINEAR       |
| 98032 - | 2000 RV7                 | 1 settembre 2000 | LINEAR       |
| 98033 - | 2000 RG11                | 1 settembre 2000 | LINEAR       |
| 98034 - | 2000 RQ12                | 2 settembre 2000 | K. Korlević  |
| 98035 - | 2000 RO18                | 1 settembre 2000 | LINEAR       |
| 98036 - | 2000 RG19                | 1 settembre 2000 | LINEAR       |
| 98037 - | 2000 RE20                | 1 settembre 2000 | LINEAR       |
| 98038 - | 2000 RZ20                | 1 settembre 2000 | LINEAR       |
| 98039 - | 2000 RC22                | 1 settembre 2000 | LINEAR       |
| 98040 - | 2000 RC23                | 1 settembre 2000 | LINEAR       |
| 98041 - | 2000 RE23                | 1 settembre 2000 | LINEAR       |
| 98042 - | 2000 RA24                | 1 settembre 2000 | LINEAR       |
| 98043 - | 2000 RQ24                | 1 settembre 2000 | LINEAR       |
| 98044 - | 2000 RU25                | 1 settembre 2000 | LINEAR       |
| 98045 - | 2000 RQ27                | 1 settembre 2000 | LINEAR       |
| 98046 - | 2000 RD29                | 1 settembre 2000 | LINEAR       |
| 98047 - | 2000 RC32                | 1 settembre 2000 | LINEAR       |
| 98048 - | 2000 RR32                | 1 settembre 2000 | LINEAR       |
| 98049 - | 2000 RS32                | 1 settembre 2000 | LINEAR       |
| 98050 - | 2000 RZ33                | 1 settembre 2000 | LINEAR       |
| 98051 - | 2000 RC34                | 1 settembre 2000 | LINEAR       |
| 98052 - | 2000 RX34                | 1 settembre 2000 | LINEAR       |
| 98053 - | 2000 RP35                | 2 settembre 2000 | LINEAR       |
| 98054 - | 2000 RS35                | 2 settembre 2000 | LINEAR       |
| 98055 - | 2000 RR38                | 2 settembre 2000 | LINEAR       |
| 98056 - | 2000 RR41                | 3 settembre 2000 | LINEAR       |
| 98057 - | 2000 RH44                | 3 settembre 2000 | LINEAR       |
| 98058 - | 2000 RH46                | 3 settembre 2000 | LINEAR       |
| 98059 - | 2000 RC47                | 3 settembre 2000 | LINEAR       |
| 98060 - | 2000 RF47                | 3 settembre 2000 | LINEAR       |
| 98061 - | 2000 RH47                | 3 settembre 2000 | LINEAR       |
| 98062 - | 2000 RW47                | 3 settembre 2000 | LINEAR       |
| 98063 - | 2000 RG48                | 3 settembre 2000 | LINEAR       |
| 98064 - | 2000 RY48                | 3 settembre 2000 | LINEAR       |
| 98065 - | 2000 RF51                | 5 settembre 2000 | LINEAR       |
| 98066 - | 2000 RH51                | 5 settembre 2000 | LINEAR       |
| 98067 - | 2000 RQ52                | 1 settembre 2000 | LINEAR       |
| 98068 - | 2000 RV52                | 4 settembre 2000 | LINEAR       |
| 98069 - | 2000 RX52                | 4 settembre 2000 | LINEAR       |
| 98070 - | 2000 RQ53                | 5 settembre 2000 | P. G. Comba  |
| 98071 - | 2000 RW54                | 3 settembre 2000 | LINEAR       |
| 98072 - | 2000 RC56                | 5 settembre 2000 | LINEAR       |
| 98073 - | 2000 RM56                | 6 settembre 2000 | LINEAR       |
| 98074 - | 2000 RT56                | 7 settembre 2000 | Kleť         |
| 98075 - | 2000 RT62                | 2 settembre 2000 | LINEAR       |
| 98076 - | 2000 RY63                | 3 settembre 2000 | LINEAR       |
| 98077 - | 2000 RO64                | 1 settembre 2000 | LINEAR       |
| 98078 - | 2000 RZ65                | 1 settembre 2000 | LINEAR       |
| 98079 - | 2000 RY66                | 1 settembre 2000 | LINEAR       |
| 98080 - | 2000 RB67                | 1 settembre 2000 | LINEAR       |
| 98081 - | 2000 RF67                | 1 settembre 2000 | LINEAR       |
| 98082 - | 2000 RJ67                | 1 settembre 2000 | LINEAR       |
| 98083 - | 2000 RG68                | 2 settembre 2000 | LINEAR       |
| 98084 - | 2000 RC69                | 2 settembre 2000 | LINEAR       |
| 98085 - | 2000 RR70                | 2 settembre 2000 | LINEAR       |
| 98086 - | 2000 RW70                | 2 settembre 2000 | LINEAR       |
| 98087 - | 2000 RH71                | 2 settembre 2000 | LINEAR       |
| 98088 - | 2000 RS71                | 2 settembre 2000 | LINEAR       |
| 98089 - | 2000 RO72                | 2 settembre 2000 | LINEAR       |
| 98090 - | 2000 RE73                | 2 settembre 2000 | LINEAR       |
| 98091 - | 2000 RK73                | 2 settembre 2000 | LINEAR       |
| 98092 - | 2000 RT73                | 2 settembre 2000 | LINEAR       |
| 98093 - | 2000 RW73                | 2 settembre 2000 | LINEAR       |
| 98094 - | 2000 RG77                | 7 settembre 2000 | A. J. Cecce  |
| 98095 - | 2000 RQ77                | 8 settembre 2000 | L. Šarounová |
| 98096 - | 2000 RR77                | 8 settembre 2000 | L. Šarounová |
| 98097 - | 2000 RA78                | 2 settembre 2000 | LONEOS       |
| 98098 - | 2000 RY82                | 1 settembre 2000 | LINEAR       |
| 98099 - | 2000 RF83                | 1 settembre 2000 | LINEAR       |
| 98100 - | 2000 RN83                | 1 settembre 2000 | LINEAR       |

## 98101-98200
| Nome            | Designazione provvisoria | Data di scoperta  | Scopritore              |
| --------------- | ------------------------ | ----------------- | ----------------------- |
| 98101 -         | 2000 RM84                | 2 settembre 2000  | LONEOS                  |
| 98102 -         | 2000 RZ84                | 2 settembre 2000  | LONEOS                  |
| 98103 -         | 2000 RX86                | 2 settembre 2000  | LONEOS                  |
| 98104 -         | 2000 RK87                | 2 settembre 2000  | LONEOS                  |
| 98105 -         | 2000 RK90                | 3 settembre 2000  | LINEAR                  |
| 98106 -         | 2000 RK91                | 3 settembre 2000  | LINEAR                  |
| 98107 -         | 2000 RM91                | 3 settembre 2000  | LINEAR                  |
| 98108 -         | 2000 RP91                | 3 settembre 2000  | LINEAR                  |
| 98109 -         | 2000 RN92                | 3 settembre 2000  | LINEAR                  |
| 98110 -         | 2000 RR92                | 3 settembre 2000  | LINEAR                  |
| 98111 -         | 2000 RX93                | 4 settembre 2000  | LONEOS                  |
| 98112 -         | 2000 RG94                | 4 settembre 2000  | LONEOS                  |
| 98113 -         | 2000 RN94                | 4 settembre 2000  | LONEOS                  |
| 98114 -         | 2000 RQ95                | 4 settembre 2000  | LONEOS                  |
| 98115 -         | 2000 RF100               | 5 settembre 2000  | LONEOS                  |
| 98116 -         | 2000 RA103               | 5 settembre 2000  | LONEOS                  |
| 98117 -         | 2000 SP2                 | 20 settembre 2000 | LINEAR                  |
| 98118 -         | 2000 SL3                 | 20 settembre 2000 | LINEAR                  |
| 98119 -         | 2000 SA4                 | 21 settembre 2000 | LINEAR                  |
| 98120 -         | 2000 SK5                 | 22 settembre 2000 | K. Korlević, M. Jurić   |
| 98121 -         | 2000 SB6                 | 20 settembre 2000 | LINEAR                  |
| 98122 -         | 2000 SW11                | 20 settembre 2000 | LINEAR                  |
| 98123 -         | 2000 SG15                | 23 settembre 2000 | LINEAR                  |
| 98124 -         | 2000 SB20                | 23 settembre 2000 | LINEAR                  |
| 98125 -         | 2000 SB21                | 24 settembre 2000 | BATTeRS                 |
| 98126 -         | 2000 SH23                | 26 settembre 2000 | K. Korlević             |
| 98127 Vilgusová | 2000 SP24                | 24 settembre 2000 | L. Šarounová, P. Pravec |
| 98128 -         | 2000 SS24                | 26 settembre 2000 | BATTeRS                 |
| 98129 -         | 2000 SD25                | 22 settembre 2000 | LINEAR                  |
| 98130 -         | 2000 SD28                | 23 settembre 2000 | LINEAR                  |
| 98131 -         | 2000 SX30                | 24 settembre 2000 | LINEAR                  |
| 98132 -         | 2000 SD37                | 24 settembre 2000 | LINEAR                  |
| 98133 -         | 2000 SL38                | 24 settembre 2000 | LINEAR                  |
| 98134 -         | 2000 SM39                | 24 settembre 2000 | LINEAR                  |
| 98135 -         | 2000 SO40                | 24 settembre 2000 | LINEAR                  |
| 98136 -         | 2000 SP40                | 24 settembre 2000 | LINEAR                  |
| 98137 -         | 2000 SO41                | 24 settembre 2000 | LINEAR                  |
| 98138 -         | 2000 SW42                | 25 settembre 2000 | Črni Vrh                |
| 98139 -         | 2000 SG53                | 24 settembre 2000 | LINEAR                  |
| 98140 -         | 2000 SK54                | 24 settembre 2000 | LINEAR                  |
| 98141 -         | 2000 SV57                | 24 settembre 2000 | LINEAR                  |
| 98142 -         | 2000 SX59                | 24 settembre 2000 | LINEAR                  |
| 98143 -         | 2000 SS60                | 24 settembre 2000 | LINEAR                  |
| 98144 -         | 2000 SR61                | 24 settembre 2000 | LINEAR                  |
| 98145 -         | 2000 SK64                | 24 settembre 2000 | LINEAR                  |
| 98146 -         | 2000 SM64                | 24 settembre 2000 | LINEAR                  |
| 98147 -         | 2000 SR64                | 24 settembre 2000 | LINEAR                  |
| 98148 -         | 2000 ST64                | 24 settembre 2000 | LINEAR                  |
| 98149 -         | 2000 SL65                | 24 settembre 2000 | LINEAR                  |
| 98150 -         | 2000 SO66                | 24 settembre 2000 | LINEAR                  |
| 98151 -         | 2000 SU66                | 24 settembre 2000 | LINEAR                  |
| 98152 -         | 2000 SW66                | 24 settembre 2000 | LINEAR                  |
| 98153 -         | 2000 SY68                | 24 settembre 2000 | LINEAR                  |
| 98154 -         | 2000 SE69                | 24 settembre 2000 | LINEAR                  |
| 98155 -         | 2000 SF70                | 24 settembre 2000 | LINEAR                  |
| 98156 -         | 2000 SO71                | 24 settembre 2000 | LINEAR                  |
| 98157 -         | 2000 SF73                | 24 settembre 2000 | LINEAR                  |
| 98158 -         | 2000 ST75                | 24 settembre 2000 | LINEAR                  |
| 98159 -         | 2000 SN76                | 24 settembre 2000 | LINEAR                  |
| 98160 -         | 2000 SP77                | 24 settembre 2000 | LINEAR                  |
| 98161 -         | 2000 SG78                | 24 settembre 2000 | LINEAR                  |
| 98162 -         | 2000 SP78                | 24 settembre 2000 | LINEAR                  |
| 98163 -         | 2000 SX82                | 24 settembre 2000 | LINEAR                  |
| 98164 -         | 2000 SR84                | 24 settembre 2000 | LINEAR                  |
| 98165 -         | 2000 SP85                | 24 settembre 2000 | LINEAR                  |
| 98166 -         | 2000 ST85                | 24 settembre 2000 | LINEAR                  |
| 98167 -         | 2000 SF86                | 24 settembre 2000 | LINEAR                  |
| 98168 -         | 2000 SV86                | 24 settembre 2000 | LINEAR                  |
| 98169 -         | 2000 SB87                | 24 settembre 2000 | LINEAR                  |
| 98170 -         | 2000 SJ87                | 24 settembre 2000 | LINEAR                  |
| 98171 -         | 2000 SD88                | 24 settembre 2000 | LINEAR                  |
| 98172 -         | 2000 SN92                | 23 settembre 2000 | LINEAR                  |
| 98173 -         | 2000 SO92                | 23 settembre 2000 | LINEAR                  |
| 98174 -         | 2000 SM93                | 23 settembre 2000 | LINEAR                  |
| 98175 -         | 2000 SU94                | 23 settembre 2000 | LINEAR                  |
| 98176 -         | 2000 SU95                | 23 settembre 2000 | LINEAR                  |
| 98177 -         | 2000 SX97                | 23 settembre 2000 | LINEAR                  |
| 98178 -         | 2000 SU99                | 23 settembre 2000 | LINEAR                  |
| 98179 -         | 2000 SA100               | 23 settembre 2000 | LINEAR                  |
| 98180 -         | 2000 SJ102               | 24 settembre 2000 | LINEAR                  |
| 98181 -         | 2000 SC103               | 24 settembre 2000 | LINEAR                  |
| 98182 -         | 2000 SR105               | 24 settembre 2000 | LINEAR                  |
| 98183 -         | 2000 SH106               | 24 settembre 2000 | LINEAR                  |
| 98184 -         | 2000 SY106               | 24 settembre 2000 | LINEAR                  |
| 98185 -         | 2000 SN108               | 24 settembre 2000 | LINEAR                  |
| 98186 -         | 2000 SE109               | 24 settembre 2000 | LINEAR                  |
| 98187 -         | 2000 SO109               | 24 settembre 2000 | LINEAR                  |
| 98188 -         | 2000 SA110               | 24 settembre 2000 | LINEAR                  |
| 98189 -         | 2000 SN110               | 24 settembre 2000 | LINEAR                  |
| 98190 -         | 2000 SL112               | 24 settembre 2000 | LINEAR                  |
| 98191 -         | 2000 SN113               | 24 settembre 2000 | LINEAR                  |
| 98192 -         | 2000 SM114               | 24 settembre 2000 | LINEAR                  |
| 98193 -         | 2000 SG115               | 24 settembre 2000 | LINEAR                  |
| 98194 -         | 2000 SG116               | 24 settembre 2000 | LINEAR                  |
| 98195 -         | 2000 SX116               | 24 settembre 2000 | LINEAR                  |
| 98196 -         | 2000 SZ116               | 24 settembre 2000 | LINEAR                  |
| 98197 -         | 2000 SQ117               | 24 settembre 2000 | LINEAR                  |
| 98198 -         | 2000 SJ118               | 24 settembre 2000 | LINEAR                  |
| 98199 -         | 2000 SQ119               | 24 settembre 2000 | LINEAR                  |
| 98200 -         | 2000 SN121               | 24 settembre 2000 | LINEAR                  |

## 98201-98300
| Nome    | Designazione provvisoria | Data di scoperta  | Scopritore  |
| ------- | ------------------------ | ----------------- | ----------- |
| 98201 - | 2000 SJ122               | 24 settembre 2000 | LINEAR      |
| 98202 - | 2000 SF123               | 24 settembre 2000 | LINEAR      |
| 98203 - | 2000 SM123               | 24 settembre 2000 | LINEAR      |
| 98204 - | 2000 SY124               | 24 settembre 2000 | LINEAR      |
| 98205 - | 2000 SG125               | 24 settembre 2000 | LINEAR      |
| 98206 - | 2000 SE126               | 24 settembre 2000 | LINEAR      |
| 98207 - | 2000 SQ126               | 24 settembre 2000 | LINEAR      |
| 98208 - | 2000 SZ126               | 24 settembre 2000 | LINEAR      |
| 98209 - | 2000 SK130               | 22 settembre 2000 | LINEAR      |
| 98210 - | 2000 SF133               | 23 settembre 2000 | LINEAR      |
| 98211 - | 2000 SX137               | 23 settembre 2000 | LINEAR      |
| 98212 - | 2000 SC138               | 23 settembre 2000 | LINEAR      |
| 98213 - | 2000 SV138               | 23 settembre 2000 | LINEAR      |
| 98214 - | 2000 SD140               | 23 settembre 2000 | LINEAR      |
| 98215 - | 2000 SM140               | 23 settembre 2000 | LINEAR      |
| 98216 - | 2000 SQ140               | 23 settembre 2000 | LINEAR      |
| 98217 - | 2000 SV141               | 23 settembre 2000 | LINEAR      |
| 98218 - | 2000 SG142               | 23 settembre 2000 | LINEAR      |
| 98219 - | 2000 SK142               | 23 settembre 2000 | LINEAR      |
| 98220 - | 2000 SC143               | 23 settembre 2000 | LINEAR      |
| 98221 - | 2000 SL143               | 23 settembre 2000 | LINEAR      |
| 98222 - | 2000 SL144               | 24 settembre 2000 | LINEAR      |
| 98223 - | 2000 SQ144               | 24 settembre 2000 | LINEAR      |
| 98224 - | 2000 ST144               | 24 settembre 2000 | LINEAR      |
| 98225 - | 2000 SU146               | 24 settembre 2000 | LINEAR      |
| 98226 - | 2000 SW146               | 24 settembre 2000 | LINEAR      |
| 98227 - | 2000 SO147               | 24 settembre 2000 | LINEAR      |
| 98228 - | 2000 SV147               | 24 settembre 2000 | LINEAR      |
| 98229 - | 2000 SE150               | 24 settembre 2000 | LINEAR      |
| 98230 - | 2000 SS150               | 24 settembre 2000 | LINEAR      |
| 98231 - | 2000 SG151               | 24 settembre 2000 | LINEAR      |
| 98232 - | 2000 SJ151               | 24 settembre 2000 | LINEAR      |
| 98233 - | 2000 SN151               | 24 settembre 2000 | LINEAR      |
| 98234 - | 2000 SA152               | 24 settembre 2000 | LINEAR      |
| 98235 - | 2000 SE153               | 24 settembre 2000 | LINEAR      |
| 98236 - | 2000 SK153               | 24 settembre 2000 | LINEAR      |
| 98237 - | 2000 SQ153               | 24 settembre 2000 | LINEAR      |
| 98238 - | 2000 SS154               | 24 settembre 2000 | LINEAR      |
| 98239 - | 2000 SH156               | 24 settembre 2000 | LINEAR      |
| 98240 - | 2000 SK158               | 27 settembre 2000 | LINEAR      |
| 98241 - | 2000 SL158               | 27 settembre 2000 | LINEAR      |
| 98242 - | 2000 SS162               | 30 settembre 2000 | A. J. Cecce |
| 98243 - | 2000 SE166               | 23 settembre 2000 | LINEAR      |
| 98244 - | 2000 SH166               | 23 settembre 2000 | LINEAR      |
| 98245 - | 2000 SO166               | 23 settembre 2000 | LINEAR      |
| 98246 - | 2000 SY166               | 23 settembre 2000 | LINEAR      |
| 98247 - | 2000 SJ167               | 23 settembre 2000 | LINEAR      |
| 98248 - | 2000 SP167               | 23 settembre 2000 | LINEAR      |
| 98249 - | 2000 SH169               | 23 settembre 2000 | LINEAR      |
| 98250 - | 2000 SO169               | 24 settembre 2000 | LINEAR      |
| 98251 - | 2000 SQ169               | 24 settembre 2000 | LINEAR      |
| 98252 - | 2000 SY170               | 24 settembre 2000 | LINEAR      |
| 98253 - | 2000 SH174               | 28 settembre 2000 | LINEAR      |
| 98254 - | 2000 SU178               | 28 settembre 2000 | LINEAR      |
| 98255 - | 2000 SX180               | 19 settembre 2000 | Spacewatch  |
| 98256 - | 2000 SD181               | 19 settembre 2000 | NEAT        |
| 98257 - | 2000 SJ181               | 19 settembre 2000 | NEAT        |
| 98258 - | 2000 SG182               | 20 settembre 2000 | LINEAR      |
| 98259 - | 2000 SH182               | 20 settembre 2000 | LINEAR      |
| 98260 - | 2000 SL182               | 20 settembre 2000 | LINEAR      |
| 98261 - | 2000 SA185               | 20 settembre 2000 | NEAT        |
| 98262 - | 2000 SF185               | 20 settembre 2000 | NEAT        |
| 98263 - | 2000 SR185               | 21 settembre 2000 | LINEAR      |
| 98264 - | 2000 SO187               | 21 settembre 2000 | NEAT        |
| 98265 - | 2000 SX187               | 21 settembre 2000 | NEAT        |
| 98266 - | 2000 SU189               | 22 settembre 2000 | NEAT        |
| 98267 - | 2000 SN193               | 24 settembre 2000 | LINEAR      |
| 98268 - | 2000 SR196               | 24 settembre 2000 | LINEAR      |
| 98269 - | 2000 SL200               | 24 settembre 2000 | LINEAR      |
| 98270 - | 2000 SW203               | 24 settembre 2000 | LINEAR      |
| 98271 - | 2000 SY203               | 24 settembre 2000 | LINEAR      |
| 98272 - | 2000 SN205               | 24 settembre 2000 | LINEAR      |
| 98273 - | 2000 SG207               | 24 settembre 2000 | LINEAR      |
| 98274 - | 2000 SU207               | 24 settembre 2000 | LINEAR      |
| 98275 - | 2000 SB211               | 25 settembre 2000 | LINEAR      |
| 98276 - | 2000 SF211               | 25 settembre 2000 | LINEAR      |
| 98277 - | 2000 SM211               | 25 settembre 2000 | LINEAR      |
| 98278 - | 2000 SE212               | 25 settembre 2000 | LINEAR      |
| 98279 - | 2000 SK212               | 25 settembre 2000 | LINEAR      |
| 98280 - | 2000 SU213               | 25 settembre 2000 | LINEAR      |
| 98281 - | 2000 SZ216               | 26 settembre 2000 | LINEAR      |
| 98282 - | 2000 SY217               | 26 settembre 2000 | LINEAR      |
| 98283 - | 2000 SB218               | 26 settembre 2000 | LINEAR      |
| 98284 - | 2000 SG218               | 26 settembre 2000 | LINEAR      |
| 98285 - | 2000 SV220               | 26 settembre 2000 | LINEAR      |
| 98286 - | 2000 SR221               | 26 settembre 2000 | LINEAR      |
| 98287 - | 2000 SM222               | 26 settembre 2000 | LINEAR      |
| 98288 - | 2000 SY222               | 27 settembre 2000 | LINEAR      |
| 98289 - | 2000 SP226               | 27 settembre 2000 | LINEAR      |
| 98290 - | 2000 SE228               | 28 settembre 2000 | LINEAR      |
| 98291 - | 2000 SS229               | 28 settembre 2000 | LINEAR      |
| 98292 - | 2000 SC230               | 28 settembre 2000 | LINEAR      |
| 98293 - | 2000 SD230               | 28 settembre 2000 | LINEAR      |
| 98294 - | 2000 SO230               | 28 settembre 2000 | LINEAR      |
| 98295 - | 2000 SE231               | 30 settembre 2000 | LINEAR      |
| 98296 - | 2000 SC233               | 28 settembre 2000 | LINEAR      |
| 98297 - | 2000 SO233               | 21 settembre 2000 | LINEAR      |
| 98298 - | 2000 SO234               | 22 settembre 2000 | LINEAR      |
| 98299 - | 2000 SD235               | 24 settembre 2000 | LINEAR      |
| 98300 - | 2000 SE235               | 24 settembre 2000 | LINEAR      |

## 98301-98400
| Nome    | Designazione provvisoria | Data di scoperta  | Scopritore     |
| ------- | ------------------------ | ----------------- | -------------- |
| 98301 - | 2000 SS237               | 25 settembre 2000 | LINEAR         |
| 98302 - | 2000 SX237               | 25 settembre 2000 | LINEAR         |
| 98303 - | 2000 SZ237               | 25 settembre 2000 | LINEAR         |
| 98304 - | 2000 SJ241               | 23 settembre 2000 | LINEAR         |
| 98305 - | 2000 SG243               | 24 settembre 2000 | LINEAR         |
| 98306 - | 2000 SP243               | 24 settembre 2000 | LINEAR         |
| 98307 - | 2000 SO251               | 24 settembre 2000 | LINEAR         |
| 98308 - | 2000 SY251               | 24 settembre 2000 | LINEAR         |
| 98309 - | 2000 SF254               | 24 settembre 2000 | LINEAR         |
| 98310 - | 2000 ST256               | 24 settembre 2000 | LINEAR         |
| 98311 - | 2000 SO257               | 24 settembre 2000 | LINEAR         |
| 98312 - | 2000 SK258               | 24 settembre 2000 | LINEAR         |
| 98313 - | 2000 SP258               | 24 settembre 2000 | LINEAR         |
| 98314 - | 2000 SA259               | 24 settembre 2000 | LINEAR         |
| 98315 - | 2000 SG261               | 24 settembre 2000 | LINEAR         |
| 98316 - | 2000 SQ261               | 24 settembre 2000 | LINEAR         |
| 98317 - | 2000 SR262               | 25 settembre 2000 | LINEAR         |
| 98318 - | 2000 SR263               | 26 settembre 2000 | LINEAR         |
| 98319 - | 2000 SQ265               | 26 settembre 2000 | LINEAR         |
| 98320 - | 2000 SA269               | 27 settembre 2000 | LINEAR         |
| 98321 - | 2000 SS269               | 27 settembre 2000 | LINEAR         |
| 98322 - | 2000 SY269               | 27 settembre 2000 | LINEAR         |
| 98323 - | 2000 SB270               | 27 settembre 2000 | LINEAR         |
| 98324 - | 2000 SK271               | 27 settembre 2000 | LINEAR         |
| 98325 - | 2000 SR273               | 28 settembre 2000 | LINEAR         |
| 98326 - | 2000 SG274               | 28 settembre 2000 | LINEAR         |
| 98327 - | 2000 SN274               | 28 settembre 2000 | LINEAR         |
| 98328 - | 2000 SU276               | 30 settembre 2000 | LINEAR         |
| 98329 - | 2000 SB278               | 30 settembre 2000 | LINEAR         |
| 98330 - | 2000 SE286               | 24 settembre 2000 | LINEAR         |
| 98331 - | 2000 SL290               | 27 settembre 2000 | LINEAR         |
| 98332 - | 2000 SF294               | 27 settembre 2000 | LINEAR         |
| 98333 - | 2000 SC295               | 27 settembre 2000 | LINEAR         |
| 98334 - | 2000 SK295               | 27 settembre 2000 | LINEAR         |
| 98335 - | 2000 SP295               | 27 settembre 2000 | LINEAR         |
| 98336 - | 2000 SS295               | 27 settembre 2000 | LINEAR         |
| 98337 - | 2000 SX295               | 27 settembre 2000 | LINEAR         |
| 98338 - | 2000 SB296               | 27 settembre 2000 | LINEAR         |
| 98339 - | 2000 SG296               | 27 settembre 2000 | LINEAR         |
| 98340 - | 2000 SU296               | 28 settembre 2000 | LINEAR         |
| 98341 - | 2000 SF298               | 28 settembre 2000 | LINEAR         |
| 98342 - | 2000 SD299               | 28 settembre 2000 | LINEAR         |
| 98343 - | 2000 SR301               | 28 settembre 2000 | LINEAR         |
| 98344 - | 2000 SH302               | 28 settembre 2000 | LINEAR         |
| 98345 - | 2000 SQ304               | 30 settembre 2000 | LINEAR         |
| 98346 - | 2000 SW304               | 30 settembre 2000 | LINEAR         |
| 98347 - | 2000 SV306               | 30 settembre 2000 | LINEAR         |
| 98348 - | 2000 SM307               | 30 settembre 2000 | LINEAR         |
| 98349 - | 2000 ST309               | 24 settembre 2000 | LINEAR         |
| 98350 - | 2000 SL318               | 29 settembre 2000 | NEAT           |
| 98351 - | 2000 SG323               | 28 settembre 2000 | Spacewatch     |
| 98352 - | 2000 SX327               | 30 settembre 2000 | LINEAR         |
| 98353 - | 2000 SU328               | 27 settembre 2000 | Spacewatch     |
| 98354 - | 2000 SM330               | 27 settembre 2000 | Spacewatch     |
| 98355 - | 2000 SZ335               | 26 settembre 2000 | NEAT           |
| 98356 - | 2000 SG336               | 26 settembre 2000 | NEAT           |
| 98357 - | 2000 SS336               | 26 settembre 2000 | NEAT           |
| 98358 - | 2000 SA337               | 26 settembre 2000 | NEAT           |
| 98359 - | 2000 SN349               | 30 settembre 2000 | LONEOS         |
| 98360 - | 2000 SV354               | 29 settembre 2000 | LONEOS         |
| 98361 - | 2000 SG361               | 23 settembre 2000 | LONEOS         |
| 98362 - | 2000 SA363               | 21 settembre 2000 | LONEOS         |
| 98363 - | 2000 SL363               | 21 settembre 2000 | LONEOS         |
| 98364 - | 2000 SE364               | 20 settembre 2000 | LINEAR         |
| 98365 - | 2000 SK367               | 22 settembre 2000 | NEAT           |
| 98366 - | 2000 TJ11                | 1 ottobre 2000    | LINEAR         |
| 98367 - | 2000 TP16                | 1 ottobre 2000    | LINEAR         |
| 98368 - | 2000 TU17                | 1 ottobre 2000    | LINEAR         |
| 98369 - | 2000 TA18                | 1 ottobre 2000    | LINEAR         |
| 98370 - | 2000 TW18                | 1 ottobre 2000    | LINEAR         |
| 98371 - | 2000 TL19                | 1 ottobre 2000    | LINEAR         |
| 98372 - | 2000 TO19                | 1 ottobre 2000    | LINEAR         |
| 98373 - | 2000 TC20                | 1 ottobre 2000    | LINEAR         |
| 98374 - | 2000 TD23                | 1 ottobre 2000    | LINEAR         |
| 98375 - | 2000 TU25                | 1 ottobre 2000    | LINEAR         |
| 98376 - | 2000 TN26                | 2 ottobre 2000    | LINEAR         |
| 98377 - | 2000 TV26                | 2 ottobre 2000    | LINEAR         |
| 98378 - | 2000 TY27                | 3 ottobre 2000    | LINEAR         |
| 98379 - | 2000 TN33                | 4 ottobre 2000    | LINEAR         |
| 98380 - | 2000 TR35                | 6 ottobre 2000    | LONEOS         |
| 98381 - | 2000 TP37                | 1 ottobre 2000    | LINEAR         |
| 98382 - | 2000 TP38                | 1 ottobre 2000    | LINEAR         |
| 98383 - | 2000 TL39                | 1 ottobre 2000    | LINEAR         |
| 98384 - | 2000 TG42                | 1 ottobre 2000    | LINEAR         |
| 98385 - | 2000 TN52                | 1 ottobre 2000    | LINEAR         |
| 98386 - | 2000 TR55                | 1 ottobre 2000    | LINEAR         |
| 98387 - | 2000 TU55                | 1 ottobre 2000    | LINEAR         |
| 98388 - | 2000 TM58                | 2 ottobre 2000    | LINEAR         |
| 98389 - | 2000 TP58                | 2 ottobre 2000    | LINEAR         |
| 98390 - | 2000 TC62                | 2 ottobre 2000    | LONEOS         |
| 98391 - | 2000 TL62                | 2 ottobre 2000    | LINEAR         |
| 98392 - | 2000 UC                  | 18 ottobre 2000   | BATTeRS        |
| 98393 - | 2000 UG2                 | 23 ottobre 2000   | K. Korlević    |
| 98394 - | 2000 UH2                 | 23 ottobre 2000   | K. Korlević    |
| 98395 - | 2000 UQ2                 | 24 ottobre 2000   | W. K. Y. Yeung |
| 98396 - | 2000 US2                 | 24 ottobre 2000   | W. K. Y. Yeung |
| 98397 - | 2000 UC3                 | 24 ottobre 2000   | Črni Vrh       |
| 98398 - | 2000 UE4                 | 24 ottobre 2000   | LINEAR         |
| 98399 - | 2000 UP4                 | 24 ottobre 2000   | LINEAR         |
| 98400 - | 2000 UR7                 | 24 ottobre 2000   | LINEAR         |

## 98401-98500
| Nome              | Designazione provvisoria | Data di scoperta | Scopritore     |
| ----------------- | ------------------------ | ---------------- | -------------- |
| 98401 -           | 2000 UX7                 | 24 ottobre 2000  | LINEAR         |
| 98402 -           | 2000 UE8                 | 24 ottobre 2000  | LINEAR         |
| 98403 -           | 2000 UG8                 | 24 ottobre 2000  | LINEAR         |
| 98404 -           | 2000 UT8                 | 24 ottobre 2000  | LINEAR         |
| 98405 -           | 2000 UN9                 | 24 ottobre 2000  | LINEAR         |
| 98406 -           | 2000 UC10                | 24 ottobre 2000  | LINEAR         |
| 98407 -           | 2000 UX10                | 25 ottobre 2000  | LINEAR         |
| 98408 -           | 2000 UD11                | 19 ottobre 2000  | L. Robinson    |
| 98409 -           | 2000 UQ12                | 25 ottobre 2000  | LINEAR         |
| 98410 -           | 2000 UX12                | 25 ottobre 2000  | LINEAR         |
| 98411 -           | 2000 UT13                | 24 ottobre 2000  | W. K. Y. Yeung |
| 98412 -           | 2000 UG15                | 25 ottobre 2000  | LINEAR         |
| 98413 -           | 2000 UO16                | 29 ottobre 2000  | C. W. Juels    |
| 98414 -           | 2000 UE18                | 24 ottobre 2000  | LINEAR         |
| 98415 -           | 2000 UH18                | 24 ottobre 2000  | LINEAR         |
| 98416 -           | 2000 US20                | 24 ottobre 2000  | LINEAR         |
| 98417 -           | 2000 UW21                | 24 ottobre 2000  | LINEAR         |
| 98418 -           | 2000 US22                | 24 ottobre 2000  | LINEAR         |
| 98419 -           | 2000 UV22                | 24 ottobre 2000  | LINEAR         |
| 98420 -           | 2000 UN24                | 24 ottobre 2000  | LINEAR         |
| 98421 -           | 2000 UD26                | 24 ottobre 2000  | LINEAR         |
| 98422 -           | 2000 UO26                | 24 ottobre 2000  | LINEAR         |
| 98423 -           | 2000 UU26                | 24 ottobre 2000  | LINEAR         |
| 98424 -           | 2000 UO28                | 25 ottobre 2000  | LINEAR         |
| 98425 -           | 2000 UM33                | 30 ottobre 2000  | Spacewatch     |
| 98426 -           | 2000 UE34                | 24 ottobre 2000  | LINEAR         |
| 98427 -           | 2000 UA35                | 24 ottobre 2000  | LINEAR         |
| 98428 -           | 2000 UE35                | 24 ottobre 2000  | LINEAR         |
| 98429 -           | 2000 UL35                | 24 ottobre 2000  | LINEAR         |
| 98430 -           | 2000 UN35                | 24 ottobre 2000  | LINEAR         |
| 98431 -           | 2000 UA36                | 24 ottobre 2000  | LINEAR         |
| 98432 -           | 2000 UR36                | 24 ottobre 2000  | LINEAR         |
| 98433 -           | 2000 UP37                | 24 ottobre 2000  | LINEAR         |
| 98434 -           | 2000 UF39                | 24 ottobre 2000  | LINEAR         |
| 98435 -           | 2000 UE41                | 24 ottobre 2000  | LINEAR         |
| 98436 -           | 2000 UF42                | 24 ottobre 2000  | LINEAR         |
| 98437 -           | 2000 UP47                | 24 ottobre 2000  | LINEAR         |
| 98438 -           | 2000 UH49                | 24 ottobre 2000  | LINEAR         |
| 98439 -           | 2000 UD50                | 24 ottobre 2000  | LINEAR         |
| 98440 -           | 2000 UN50                | 24 ottobre 2000  | LINEAR         |
| 98441 -           | 2000 UW54                | 24 ottobre 2000  | LINEAR         |
| 98442 -           | 2000 UT55                | 24 ottobre 2000  | LINEAR         |
| 98443 -           | 2000 UZ56                | 25 ottobre 2000  | LINEAR         |
| 98444 -           | 2000 UM57                | 25 ottobre 2000  | LINEAR         |
| 98445 -           | 2000 UG59                | 25 ottobre 2000  | LINEAR         |
| 98446 -           | 2000 UM59                | 25 ottobre 2000  | LINEAR         |
| 98447 -           | 2000 UE60                | 25 ottobre 2000  | LINEAR         |
| 98448 -           | 2000 UN60                | 25 ottobre 2000  | LINEAR         |
| 98449 -           | 2000 UM61                | 25 ottobre 2000  | LINEAR         |
| 98450 -           | 2000 US62                | 25 ottobre 2000  | LINEAR         |
| 98451 -           | 2000 UT63                | 25 ottobre 2000  | LINEAR         |
| 98452 -           | 2000 UB65                | 25 ottobre 2000  | LINEAR         |
| 98453 -           | 2000 UL66                | 25 ottobre 2000  | LINEAR         |
| 98454 -           | 2000 US66                | 25 ottobre 2000  | LINEAR         |
| 98455 -           | 2000 UF68                | 25 ottobre 2000  | LINEAR         |
| 98456 -           | 2000 UD69                | 25 ottobre 2000  | LINEAR         |
| 98457 -           | 2000 UE69                | 25 ottobre 2000  | LINEAR         |
| 98458 -           | 2000 UP70                | 25 ottobre 2000  | LINEAR         |
| 98459 -           | 2000 UZ72                | 25 ottobre 2000  | LINEAR         |
| 98460 -           | 2000 UM73                | 26 ottobre 2000  | LINEAR         |
| 98461 -           | 2000 UQ76                | 24 ottobre 2000  | LINEAR         |
| 98462 -           | 2000 UB79                | 24 ottobre 2000  | LINEAR         |
| 98463 -           | 2000 UL81                | 24 ottobre 2000  | LINEAR         |
| 98464 -           | 2000 UP83                | 31 ottobre 2000  | LINEAR         |
| 98465 -           | 2000 UN84                | 31 ottobre 2000  | LINEAR         |
| 98466 -           | 2000 UF91                | 25 ottobre 2000  | LINEAR         |
| 98467 -           | 2000 UW91                | 25 ottobre 2000  | LINEAR         |
| 98468 -           | 2000 UM92                | 25 ottobre 2000  | LINEAR         |
| 98469 -           | 2000 UF93                | 25 ottobre 2000  | LINEAR         |
| 98470 -           | 2000 US94                | 25 ottobre 2000  | LINEAR         |
| 98471 -           | 2000 UW94                | 25 ottobre 2000  | LINEAR         |
| 98472 -           | 2000 UB95                | 25 ottobre 2000  | LINEAR         |
| 98473 -           | 2000 UD96                | 25 ottobre 2000  | LINEAR         |
| 98474 -           | 2000 UR97                | 25 ottobre 2000  | LINEAR         |
| 98475 -           | 2000 UF98                | 25 ottobre 2000  | LINEAR         |
| 98476 -           | 2000 UP98                | 25 ottobre 2000  | LINEAR         |
| 98477 -           | 2000 UR99                | 25 ottobre 2000  | LINEAR         |
| 98478 -           | 2000 UB100               | 25 ottobre 2000  | LINEAR         |
| 98479 -           | 2000 UM100               | 25 ottobre 2000  | LINEAR         |
| 98480 -           | 2000 UR100               | 25 ottobre 2000  | LINEAR         |
| 98481 -           | 2000 UX100               | 25 ottobre 2000  | LINEAR         |
| 98482 -           | 2000 UL101               | 25 ottobre 2000  | LINEAR         |
| 98483 -           | 2000 UJ102               | 25 ottobre 2000  | LINEAR         |
| 98484 -           | 2000 UK103               | 25 ottobre 2000  | LINEAR         |
| 98485 -           | 2000 US105               | 29 ottobre 2000  | LINEAR         |
| 98486 -           | 2000 UZ105               | 29 ottobre 2000  | LINEAR         |
| 98487 -           | 2000 UC106               | 29 ottobre 2000  | LINEAR         |
| 98488 -           | 2000 UM106               | 30 ottobre 2000  | LINEAR         |
| 98489 -           | 2000 UR106               | 30 ottobre 2000  | LINEAR         |
| 98490 -           | 2000 UJ108               | 30 ottobre 2000  | LINEAR         |
| 98491 -           | 2000 UA109               | 31 ottobre 2000  | LINEAR         |
| 98492 -           | 2000 UU109               | 31 ottobre 2000  | LINEAR         |
| 98493 -           | 2000 UY110               | 26 ottobre 2000  | Spacewatch     |
| 98494 Marsupilami | 2000 UN111               | 27 ottobre 2000  | J.-C. Merlin   |
| 98495 -           | 2000 VV2                 | 1 novembre 2000  | W. K. Y. Yeung |
| 98496 -           | 2000 VT3                 | 1 novembre 2000  | LINEAR         |
| 98497 -           | 2000 VL5                 | 1 novembre 2000  | LINEAR         |
| 98498 -           | 2000 VS10                | 1 novembre 2000  | LINEAR         |
| 98499 -           | 2000 VW11                | 1 novembre 2000  | LINEAR         |
| 98500 -           | 2000 VL12                | 1 novembre 2000  | LINEAR         |

## 98501-98600
| Nome    | Designazione provvisoria | Data di scoperta | Scopritore     |
| ------- | ------------------------ | ---------------- | -------------- |
| 98501 - | 2000 VS12                | 1 novembre 2000  | LINEAR         |
| 98502 - | 2000 VD15                | 1 novembre 2000  | LINEAR         |
| 98503 - | 2000 VK15                | 1 novembre 2000  | LINEAR         |
| 98504 - | 2000 VY15                | 1 novembre 2000  | LINEAR         |
| 98505 - | 2000 VC16                | 1 novembre 2000  | LINEAR         |
| 98506 - | 2000 VR16                | 1 novembre 2000  | LINEAR         |
| 98507 - | 2000 VK18                | 1 novembre 2000  | LINEAR         |
| 98508 - | 2000 VV19                | 1 novembre 2000  | LINEAR         |
| 98509 - | 2000 VK20                | 1 novembre 2000  | LINEAR         |
| 98510 - | 2000 VR22                | 1 novembre 2000  | LINEAR         |
| 98511 - | 2000 VM23                | 1 novembre 2000  | LINEAR         |
| 98512 - | 2000 VR24                | 1 novembre 2000  | LINEAR         |
| 98513 - | 2000 VA25                | 1 novembre 2000  | LINEAR         |
| 98514 - | 2000 VA26                | 1 novembre 2000  | LINEAR         |
| 98515 - | 2000 VB26                | 1 novembre 2000  | LINEAR         |
| 98516 - | 2000 VW26                | 1 novembre 2000  | LINEAR         |
| 98517 - | 2000 VQ27                | 1 novembre 2000  | LINEAR         |
| 98518 - | 2000 VX27                | 1 novembre 2000  | LINEAR         |
| 98519 - | 2000 VJ28                | 1 novembre 2000  | LINEAR         |
| 98520 - | 2000 VC29                | 1 novembre 2000  | LINEAR         |
| 98521 - | 2000 VP29                | 1 novembre 2000  | LINEAR         |
| 98522 - | 2000 VZ29                | 1 novembre 2000  | LINEAR         |
| 98523 - | 2000 VO30                | 1 novembre 2000  | LINEAR         |
| 98524 - | 2000 VT30                | 1 novembre 2000  | LINEAR         |
| 98525 - | 2000 VF31                | 1 novembre 2000  | LINEAR         |
| 98526 - | 2000 VG31                | 1 novembre 2000  | LINEAR         |
| 98527 - | 2000 VN32                | 1 novembre 2000  | LINEAR         |
| 98528 - | 2000 VU32                | 1 novembre 2000  | LINEAR         |
| 98529 - | 2000 VY33                | 1 novembre 2000  | LINEAR         |
| 98530 - | 2000 VR34                | 1 novembre 2000  | LINEAR         |
| 98531 - | 2000 VK38                | 1 novembre 2000  | W. K. Y. Yeung |
| 98532 - | 2000 VM42                | 1 novembre 2000  | LINEAR         |
| 98533 - | 2000 VQ42                | 1 novembre 2000  | LINEAR         |
| 98534 - | 2000 VC46                | 3 novembre 2000  | LINEAR         |
| 98535 - | 2000 VM46                | 3 novembre 2000  | LINEAR         |
| 98536 - | 2000 VN46                | 3 novembre 2000  | LINEAR         |
| 98537 - | 2000 VC47                | 3 novembre 2000  | LINEAR         |
| 98538 - | 2000 VQ48                | 2 novembre 2000  | LINEAR         |
| 98539 - | 2000 VS48                | 2 novembre 2000  | LINEAR         |
| 98540 - | 2000 VW48                | 2 novembre 2000  | LINEAR         |
| 98541 - | 2000 VO49                | 2 novembre 2000  | LINEAR         |
| 98542 - | 2000 VA51                | 3 novembre 2000  | LINEAR         |
| 98543 - | 2000 VQ51                | 3 novembre 2000  | LINEAR         |
| 98544 - | 2000 VB55                | 3 novembre 2000  | LINEAR         |
| 98545 - | 2000 VE55                | 3 novembre 2000  | LINEAR         |
| 98546 - | 2000 VO55                | 3 novembre 2000  | LINEAR         |
| 98547 - | 2000 VE56                | 3 novembre 2000  | LINEAR         |
| 98548 - | 2000 VR56                | 3 novembre 2000  | LINEAR         |
| 98549 - | 2000 VY56                | 3 novembre 2000  | LINEAR         |
| 98550 - | 2000 VR60                | 1 novembre 2000  | LINEAR         |
| 98551 - | 2000 WK1                 | 18 novembre 2000 | P. G. Comba    |
| 98552 - | 2000 WL5                 | 19 novembre 2000 | LINEAR         |
| 98553 - | 2000 WO6                 | 18 novembre 2000 | LONEOS         |
| 98554 - | 2000 WP6                 | 18 novembre 2000 | LINEAR         |
| 98555 - | 2000 WD7                 | 19 novembre 2000 | LINEAR         |
| 98556 - | 2000 WQ7                 | 20 novembre 2000 | LINEAR         |
| 98557 - | 2000 WT7                 | 20 novembre 2000 | LINEAR         |
| 98558 - | 2000 WB10                | 22 novembre 2000 | BATTeRS        |
| 98559 - | 2000 WB11                | 22 novembre 2000 | NEAT           |
| 98560 - | 2000 WH11                | 24 novembre 2000 | A. J. Cecce    |
| 98561 - | 2000 WA14                | 20 novembre 2000 | LINEAR         |
| 98562 - | 2000 WJ14                | 20 novembre 2000 | LINEAR         |
| 98563 - | 2000 WX16                | 21 novembre 2000 | LINEAR         |
| 98564 - | 2000 WW17                | 21 novembre 2000 | LINEAR         |
| 98565 - | 2000 WX17                | 21 novembre 2000 | LINEAR         |
| 98566 - | 2000 WC19                | 21 novembre 2000 | LINEAR         |
| 98567 - | 2000 WG19                | 25 novembre 2000 | C. W. Juels    |
| 98568 - | 2000 WZ19                | 23 novembre 2000 | Spacewatch     |
| 98569 - | 2000 WY20                | 25 novembre 2000 | Spacewatch     |
| 98570 - | 2000 WR23                | 20 novembre 2000 | LINEAR         |
| 98571 - | 2000 WC25                | 20 novembre 2000 | LINEAR         |
| 98572 - | 2000 WJ30                | 20 novembre 2000 | LINEAR         |
| 98573 - | 2000 WQ31                | 20 novembre 2000 | LINEAR         |
| 98574 - | 2000 WJ32                | 20 novembre 2000 | LINEAR         |
| 98575 - | 2000 WQ35                | 20 novembre 2000 | LINEAR         |
| 98576 - | 2000 WA38                | 20 novembre 2000 | LINEAR         |
| 98577 - | 2000 WF39                | 20 novembre 2000 | LINEAR         |
| 98578 - | 2000 WH39                | 20 novembre 2000 | LINEAR         |
| 98579 - | 2000 WN40                | 20 novembre 2000 | LINEAR         |
| 98580 - | 2000 WV40                | 20 novembre 2000 | LINEAR         |
| 98581 - | 2000 WH41                | 20 novembre 2000 | LINEAR         |
| 98582 - | 2000 WX41                | 20 novembre 2000 | LINEAR         |
| 98583 - | 2000 WX43                | 21 novembre 2000 | LINEAR         |
| 98584 - | 2000 WF44                | 21 novembre 2000 | LINEAR         |
| 98585 - | 2000 WH44                | 21 novembre 2000 | LINEAR         |
| 98586 - | 2000 WX44                | 21 novembre 2000 | LINEAR         |
| 98587 - | 2000 WD50                | 26 novembre 2000 | LINEAR         |
| 98588 - | 2000 WK50                | 26 novembre 2000 | LINEAR         |
| 98589 - | 2000 WM54                | 20 novembre 2000 | LINEAR         |
| 98590 - | 2000 WW54                | 20 novembre 2000 | LINEAR         |
| 98591 - | 2000 WB55                | 20 novembre 2000 | LINEAR         |
| 98592 - | 2000 WG55                | 20 novembre 2000 | LINEAR         |
| 98593 - | 2000 WM55                | 20 novembre 2000 | LINEAR         |
| 98594 - | 2000 WA56                | 20 novembre 2000 | LINEAR         |
| 98595 - | 2000 WO57                | 21 novembre 2000 | LINEAR         |
| 98596 - | 2000 WN58                | 21 novembre 2000 | LINEAR         |
| 98597 - | 2000 WD59                | 21 novembre 2000 | LINEAR         |
| 98598 - | 2000 WW59                | 21 novembre 2000 | LINEAR         |
| 98599 - | 2000 WU60                | 21 novembre 2000 | LINEAR         |
| 98600 - | 2000 WZ65                | 28 novembre 2000 | NEAT           |

## 98601-98700
| Nome    | Designazione provvisoria | Data di scoperta | Scopritore |
| ------- | ------------------------ | ---------------- | ---------- |
| 98601 - | 2000 WG66                | 20 novembre 2000 | LINEAR     |
| 98602 - | 2000 WK69                | 19 novembre 2000 | LINEAR     |
| 98603 - | 2000 WU69                | 19 novembre 2000 | LINEAR     |
| 98604 - | 2000 WK70                | 19 novembre 2000 | LINEAR     |
| 98605 - | 2000 WW70                | 19 novembre 2000 | LINEAR     |
| 98606 - | 2000 WV71                | 19 novembre 2000 | LINEAR     |
| 98607 - | 2000 WX72                | 20 novembre 2000 | LINEAR     |
| 98608 - | 2000 WL75                | 20 novembre 2000 | LINEAR     |
| 98609 - | 2000 WN75                | 20 novembre 2000 | LINEAR     |
| 98610 - | 2000 WP76                | 20 novembre 2000 | LINEAR     |
| 98611 - | 2000 WY77                | 20 novembre 2000 | LINEAR     |
| 98612 - | 2000 WG78                | 20 novembre 2000 | LINEAR     |
| 98613 - | 2000 WX78                | 20 novembre 2000 | LINEAR     |
| 98614 - | 2000 WZ78                | 20 novembre 2000 | LINEAR     |
| 98615 - | 2000 WZ80                | 20 novembre 2000 | LINEAR     |
| 98616 - | 2000 WH81                | 20 novembre 2000 | LINEAR     |
| 98617 - | 2000 WQ81                | 20 novembre 2000 | LINEAR     |
| 98618 - | 2000 WZ81                | 20 novembre 2000 | LINEAR     |
| 98619 - | 2000 WG82                | 20 novembre 2000 | LINEAR     |
| 98620 - | 2000 WU85                | 20 novembre 2000 | LINEAR     |
| 98621 - | 2000 WN88                | 20 novembre 2000 | LINEAR     |
| 98622 - | 2000 WJ89                | 21 novembre 2000 | LINEAR     |
| 98623 - | 2000 WK90                | 21 novembre 2000 | LINEAR     |
| 98624 - | 2000 WD93                | 21 novembre 2000 | LINEAR     |
| 98625 - | 2000 WO93                | 21 novembre 2000 | LINEAR     |
| 98626 - | 2000 WP98                | 21 novembre 2000 | LINEAR     |
| 98627 - | 2000 WQ98                | 21 novembre 2000 | LINEAR     |
| 98628 - | 2000 WF99                | 21 novembre 2000 | LINEAR     |
| 98629 - | 2000 WO99                | 21 novembre 2000 | LINEAR     |
| 98630 - | 2000 WW99                | 21 novembre 2000 | LINEAR     |
| 98631 - | 2000 WT100               | 21 novembre 2000 | LINEAR     |
| 98632 - | 2000 WQ103               | 27 novembre 2000 | LINEAR     |
| 98633 - | 2000 WG108               | 20 novembre 2000 | LINEAR     |
| 98634 - | 2000 WF113               | 20 novembre 2000 | LINEAR     |
| 98635 - | 2000 WA114               | 20 novembre 2000 | LINEAR     |
| 98636 - | 2000 WR114               | 20 novembre 2000 | LINEAR     |
| 98637 - | 2000 WP115               | 20 novembre 2000 | LINEAR     |
| 98638 - | 2000 WJ118               | 20 novembre 2000 | LINEAR     |
| 98639 - | 2000 WR118               | 20 novembre 2000 | LINEAR     |
| 98640 - | 2000 WE121               | 21 novembre 2000 | LINEAR     |
| 98641 - | 2000 WW122               | 29 novembre 2000 | LINEAR     |
| 98642 - | 2000 WX123               | 28 novembre 2000 | Spacewatch |
| 98643 - | 2000 WR125               | 30 novembre 2000 | LINEAR     |
| 98644 - | 2000 WA126               | 30 novembre 2000 | LINEAR     |
| 98645 - | 2000 WF129               | 19 novembre 2000 | Spacewatch |
| 98646 - | 2000 WH134               | 19 novembre 2000 | LINEAR     |
| 98647 - | 2000 WK134               | 30 novembre 2000 | LINEAR     |
| 98648 - | 2000 WG135               | 19 novembre 2000 | LINEAR     |
| 98649 - | 2000 WO138               | 21 novembre 2000 | LINEAR     |
| 98650 - | 2000 WM140               | 21 novembre 2000 | LINEAR     |
| 98651 - | 2000 WS143               | 20 novembre 2000 | LINEAR     |
| 98652 - | 2000 WW143               | 20 novembre 2000 | LINEAR     |
| 98653 - | 2000 WC144               | 21 novembre 2000 | LINEAR     |
| 98654 - | 2000 WB146               | 23 novembre 2000 | NEAT       |
| 98655 - | 2000 WX146               | 28 novembre 2000 | NEAT       |
| 98656 - | 2000 WY148               | 29 novembre 2000 | NEAT       |
| 98657 - | 2000 WB149               | 29 novembre 2000 | NEAT       |
| 98658 - | 2000 WT153               | 29 novembre 2000 | LINEAR     |
| 98659 - | 2000 WU154               | 30 novembre 2000 | LINEAR     |
| 98660 - | 2000 WD155               | 30 novembre 2000 | LINEAR     |
| 98661 - | 2000 WG155               | 30 novembre 2000 | LINEAR     |
| 98662 - | 2000 WN155               | 30 novembre 2000 | LINEAR     |
| 98663 - | 2000 WO156               | 30 novembre 2000 | LINEAR     |
| 98664 - | 2000 WR158               | 30 novembre 2000 | NEAT       |
| 98665 - | 2000 WH159               | 19 novembre 2000 | LINEAR     |
| 98666 - | 2000 WC161               | 20 novembre 2000 | LONEOS     |
| 98667 - | 2000 WE163               | 20 novembre 2000 | LINEAR     |
| 98668 - | 2000 WY163               | 21 novembre 2000 | LINEAR     |
| 98669 - | 2000 WR164               | 22 novembre 2000 | NEAT       |
| 98670 - | 2000 WC165               | 22 novembre 2000 | NEAT       |
| 98671 - | 2000 WK165               | 23 novembre 2000 | NEAT       |
| 98672 - | 2000 WL167               | 24 novembre 2000 | LONEOS     |
| 98673 - | 2000 WU167               | 24 novembre 2000 | LONEOS     |
| 98674 - | 2000 WQ168               | 25 novembre 2000 | LONEOS     |
| 98675 - | 2000 WV168               | 25 novembre 2000 | LONEOS     |
| 98676 - | 2000 WQ169               | 26 novembre 2000 | LINEAR     |
| 98677 - | 2000 WC173               | 25 novembre 2000 | LONEOS     |
| 98678 - | 2000 WF173               | 25 novembre 2000 | LONEOS     |
| 98679 - | 2000 WT176               | 27 novembre 2000 | LINEAR     |
| 98680 - | 2000 WE178               | 28 novembre 2000 | Spacewatch |
| 98681 - | 2000 WQ178               | 29 novembre 2000 | LINEAR     |
| 98682 - | 2000 WR180               | 29 novembre 2000 | LONEOS     |
| 98683 - | 2000 WY180               | 29 novembre 2000 | LINEAR     |
| 98684 - | 2000 WD187               | 18 novembre 2000 | LONEOS     |
| 98685 - | 2000 WM192               | 20 novembre 2000 | LINEAR     |
| 98686 - | 2000 XV2                 | 1 dicembre 2000  | LINEAR     |
| 98687 - | 2000 XH3                 | 1 dicembre 2000  | LINEAR     |
| 98688 - | 2000 XG8                 | 1 dicembre 2000  | LINEAR     |
| 98689 - | 2000 XV9                 | 1 dicembre 2000  | LINEAR     |
| 98690 - | 2000 XD10                | 1 dicembre 2000  | LINEAR     |
| 98691 - | 2000 XL14                | 5 dicembre 2000  | BATTeRS    |
| 98692 - | 2000 XS14                | 2 dicembre 2000  | NEAT       |
| 98693 - | 2000 XO16                | 1 dicembre 2000  | LINEAR     |
| 98694 - | 2000 XD21                | 4 dicembre 2000  | LINEAR     |
| 98695 - | 2000 XX23                | 4 dicembre 2000  | LINEAR     |
| 98696 - | 2000 XY23                | 4 dicembre 2000  | LINEAR     |
| 98697 - | 2000 XQ27                | 4 dicembre 2000  | LINEAR     |
| 98698 - | 2000 XQ28                | 4 dicembre 2000  | LINEAR     |
| 98699 - | 2000 XW28                | 4 dicembre 2000  | LINEAR     |
| 98700 - | 2000 XQ30                | 4 dicembre 2000  | LINEAR     |

## 98701-98800
| Nome               | Designazione provvisoria | Data di scoperta | Scopritore     |
| ------------------ | ------------------------ | ---------------- | -------------- |
| 98701 -            | 2000 XS30                | 4 dicembre 2000  | LINEAR         |
| 98702 -            | 2000 XX31                | 4 dicembre 2000  | LINEAR         |
| 98703 -            | 2000 XE33                | 4 dicembre 2000  | LINEAR         |
| 98704 -            | 2000 XJ34                | 4 dicembre 2000  | LINEAR         |
| 98705 -            | 2000 XT35                | 5 dicembre 2000  | LINEAR         |
| 98706 -            | 2000 XY36                | 5 dicembre 2000  | LINEAR         |
| 98707 -            | 2000 XL37                | 5 dicembre 2000  | LINEAR         |
| 98708 -            | 2000 XO38                | 5 dicembre 2000  | LINEAR         |
| 98709 -            | 2000 XQ38                | 5 dicembre 2000  | LINEAR         |
| 98710 -            | 2000 XZ38                | 5 dicembre 2000  | LINEAR         |
| 98711 -            | 2000 XH42                | 5 dicembre 2000  | LINEAR         |
| 98712 -            | 2000 XT42                | 5 dicembre 2000  | LINEAR         |
| 98713 -            | 2000 XH43                | 5 dicembre 2000  | LINEAR         |
| 98714 -            | 2000 XU47                | 4 dicembre 2000  | LINEAR         |
| 98715 -            | 2000 XH48                | 4 dicembre 2000  | LINEAR         |
| 98716 -            | 2000 XH49                | 4 dicembre 2000  | LINEAR         |
| 98717 -            | 2000 XL49                | 4 dicembre 2000  | LINEAR         |
| 98718 -            | 2000 XX49                | 4 dicembre 2000  | LINEAR         |
| 98719 -            | 2000 XT52                | 6 dicembre 2000  | LINEAR         |
| 98720 -            | 2000 XC54                | 5 dicembre 2000  | LINEAR         |
| 98721 -            | 2000 YV5                 | 19 dicembre 2000 | LINEAR         |
| 98722 Elenaumberto | 2000 YJ8                 | 22 dicembre 2000 | G. Masi        |
| 98723 -            | 2000 YY11                | 22 dicembre 2000 | NEAT           |
| 98724 -            | 2000 YF14                | 23 dicembre 2000 | Spacewatch     |
| 98725 -            | 2000 YP14                | 23 dicembre 2000 | Kleť           |
| 98726 -            | 2000 YW15                | 22 dicembre 2000 | LONEOS         |
| 98727 -            | 2000 YN16                | 26 dicembre 2000 | Kleť           |
| 98728 -            | 2000 YG21                | 29 dicembre 2000 | W. K. Y. Yeung |
| 98729 -            | 2000 YW25                | 22 dicembre 2000 | LINEAR         |
| 98730 -            | 2000 YM26                | 28 dicembre 2000 | LINEAR         |
| 98731 -            | 2000 YF30                | 29 dicembre 2000 | NEAT           |
| 98732 -            | 2000 YR30                | 22 dicembre 2000 | Needville      |
| 98733 -            | 2000 YT30                | 29 dicembre 2000 | Needville      |
| 98734 -            | 2000 YQ33                | 30 dicembre 2000 | W. K. Y. Yeung |
| 98735 -            | 2000 YC34                | 28 dicembre 2000 | LINEAR         |
| 98736 -            | 2000 YO35                | 30 dicembre 2000 | LINEAR         |
| 98737 -            | 2000 YC36                | 30 dicembre 2000 | LINEAR         |
| 98738 -            | 2000 YG38                | 30 dicembre 2000 | LINEAR         |
| 98739 -            | 2000 YR40                | 30 dicembre 2000 | LINEAR         |
| 98740 -            | 2000 YN43                | 30 dicembre 2000 | LINEAR         |
| 98741 -            | 2000 YH45                | 30 dicembre 2000 | LINEAR         |
| 98742 -            | 2000 YM45                | 30 dicembre 2000 | LINEAR         |
| 98743 -            | 2000 YA46                | 30 dicembre 2000 | LINEAR         |
| 98744 -            | 2000 YM46                | 30 dicembre 2000 | LINEAR         |
| 98745 -            | 2000 YB47                | 30 dicembre 2000 | LINEAR         |
| 98746 -            | 2000 YQ49                | 30 dicembre 2000 | LINEAR         |
| 98747 -            | 2000 YV50                | 30 dicembre 2000 | LINEAR         |
| 98748 -            | 2000 YP51                | 30 dicembre 2000 | LINEAR         |
| 98749 -            | 2000 YS51                | 30 dicembre 2000 | LINEAR         |
| 98750 -            | 2000 YJ52                | 30 dicembre 2000 | LINEAR         |
| 98751 -            | 2000 YN52                | 30 dicembre 2000 | LINEAR         |
| 98752 -            | 2000 YK53                | 30 dicembre 2000 | LINEAR         |
| 98753 -            | 2000 YW53                | 30 dicembre 2000 | LINEAR         |
| 98754 -            | 2000 YV54                | 30 dicembre 2000 | LINEAR         |
| 98755 -            | 2000 YF58                | 30 dicembre 2000 | LINEAR         |
| 98756 -            | 2000 YL59                | 30 dicembre 2000 | LINEAR         |
| 98757 -            | 2000 YZ61                | 30 dicembre 2000 | LINEAR         |
| 98758 -            | 2000 YM63                | 30 dicembre 2000 | LINEAR         |
| 98759 -            | 2000 YH68                | 28 dicembre 2000 | LINEAR         |
| 98760 -            | 2000 YO68                | 28 dicembre 2000 | LINEAR         |
| 98761 -            | 2000 YR68                | 28 dicembre 2000 | LINEAR         |
| 98762 -            | 2000 YT68                | 28 dicembre 2000 | LINEAR         |
| 98763 -            | 2000 YL69                | 30 dicembre 2000 | LINEAR         |
| 98764 -            | 2000 YQ69                | 30 dicembre 2000 | LINEAR         |
| 98765 -            | 2000 YP70                | 30 dicembre 2000 | LINEAR         |
| 98766 -            | 2000 YF72                | 30 dicembre 2000 | LINEAR         |
| 98767 -            | 2000 YV72                | 30 dicembre 2000 | LINEAR         |
| 98768 -            | 2000 YD75                | 30 dicembre 2000 | LINEAR         |
| 98769 -            | 2000 YE75                | 30 dicembre 2000 | LINEAR         |
| 98770 -            | 2000 YN77                | 30 dicembre 2000 | LINEAR         |
| 98771 -            | 2000 YN78                | 30 dicembre 2000 | LINEAR         |
| 98772 -            | 2000 YP78                | 30 dicembre 2000 | LINEAR         |
| 98773 -            | 2000 YW79                | 30 dicembre 2000 | LINEAR         |
| 98774 -            | 2000 YM80                | 30 dicembre 2000 | LINEAR         |
| 98775 -            | 2000 YD82                | 30 dicembre 2000 | LINEAR         |
| 98776 -            | 2000 YN84                | 30 dicembre 2000 | LINEAR         |
| 98777 -            | 2000 YV85                | 30 dicembre 2000 | LINEAR         |
| 98778 -            | 2000 YX85                | 30 dicembre 2000 | LINEAR         |
| 98779 -            | 2000 YJ86                | 30 dicembre 2000 | LINEAR         |
| 98780 -            | 2000 YZ90                | 30 dicembre 2000 | LINEAR         |
| 98781 -            | 2000 YF91                | 30 dicembre 2000 | LINEAR         |
| 98782 -            | 2000 YS92                | 30 dicembre 2000 | LINEAR         |
| 98783 -            | 2000 YB93                | 30 dicembre 2000 | LINEAR         |
| 98784 -            | 2000 YU93                | 30 dicembre 2000 | LINEAR         |
| 98785 -            | 2000 YR94                | 30 dicembre 2000 | LINEAR         |
| 98786 -            | 2000 YR96                | 30 dicembre 2000 | LINEAR         |
| 98787 -            | 2000 YP97                | 30 dicembre 2000 | LINEAR         |
| 98788 -            | 2000 YQ98                | 30 dicembre 2000 | LINEAR         |
| 98789 -            | 2000 YF99                | 30 dicembre 2000 | LINEAR         |
| 98790 -            | 2000 YW99                | 30 dicembre 2000 | LINEAR         |
| 98791 -            | 2000 YW104               | 28 dicembre 2000 | LINEAR         |
| 98792 -            | 2000 YR105               | 28 dicembre 2000 | LINEAR         |
| 98793 -            | 2000 YT106               | 30 dicembre 2000 | LINEAR         |
| 98794 -            | 2000 YX109               | 30 dicembre 2000 | LINEAR         |
| 98795 -            | 2000 YJ110               | 30 dicembre 2000 | LINEAR         |
| 98796 -            | 2000 YD111               | 30 dicembre 2000 | LINEAR         |
| 98797 -            | 2000 YS111               | 30 dicembre 2000 | LINEAR         |
| 98798 -            | 2000 YW111               | 30 dicembre 2000 | LINEAR         |
| 98799 -            | 2000 YZ111               | 30 dicembre 2000 | LINEAR         |
| 98800 -            | 2000 YN114               | 30 dicembre 2000 | LINEAR         |

## 98801-98900
| Nome                  | Designazione provvisoria | Data di scoperta | Scopritore                 |
| --------------------- | ------------------------ | ---------------- | -------------------------- |
| 98801 -               | 2000 YZ114               | 30 dicembre 2000 | LINEAR                     |
| 98802 -               | 2000 YB115               | 30 dicembre 2000 | LINEAR                     |
| 98803 -               | 2000 YE115               | 30 dicembre 2000 | LINEAR                     |
| 98804 -               | 2000 YD117               | 30 dicembre 2000 | LINEAR                     |
| 98805 -               | 2000 YM117               | 30 dicembre 2000 | LINEAR                     |
| 98806 -               | 2000 YU117               | 30 dicembre 2000 | LINEAR                     |
| 98807 -               | 2000 YK118               | 30 dicembre 2000 | LINEAR                     |
| 98808 -               | 2000 YP118               | 28 dicembre 2000 | LINEAR                     |
| 98809 -               | 2000 YD119               | 31 dicembre 2000 | LONEOS                     |
| 98810 -               | 2000 YR119               | 17 dicembre 2000 | Spacewatch                 |
| 98811 -               | 2000 YS119               | 17 dicembre 2000 | Spacewatch                 |
| 98812 -               | 2000 YP120               | 19 dicembre 2000 | LINEAR                     |
| 98813 -               | 2000 YX120               | 20 dicembre 2000 | LINEAR                     |
| 98814 -               | 2000 YC122               | 28 dicembre 2000 | Spacewatch                 |
| 98815 -               | 2000 YR123               | 28 dicembre 2000 | Spacewatch                 |
| 98816 -               | 2000 YU123               | 28 dicembre 2000 | Spacewatch                 |
| 98817 -               | 2000 YQ124               | 29 dicembre 2000 | LONEOS                     |
| 98818 -               | 2000 YH125               | 29 dicembre 2000 | LONEOS                     |
| 98819 -               | 2000 YC129               | 29 dicembre 2000 | NEAT                       |
| 98820 -               | 2000 YL130               | 30 dicembre 2000 | LINEAR                     |
| 98821 -               | 2000 YV131               | 30 dicembre 2000 | LINEAR                     |
| 98822 -               | 2000 YR132               | 30 dicembre 2000 | LONEOS                     |
| 98823 -               | 2000 YF135               | 17 dicembre 2000 | LONEOS                     |
| 98824 -               | 2000 YS135               | 20 dicembre 2000 | Spacewatch                 |
| 98825 Maryellen       | 2000 YF139               | 27 dicembre 2000 | E. E. Sheridan             |
| 98826 -               | 2000 YF140               | 31 dicembre 2000 | LONEOS                     |
| 98827 -               | 2001 AW                  | 1 gennaio 2001   | Spacewatch                 |
| 98828 -               | 2001 AP3                 | 2 gennaio 2001   | LINEAR                     |
| 98829 -               | 2001 AG4                 | 2 gennaio 2001   | LINEAR                     |
| 98830 -               | 2001 AP4                 | 2 gennaio 2001   | LINEAR                     |
| 98831 -               | 2001 AR4                 | 2 gennaio 2001   | LINEAR                     |
| 98832 -               | 2001 AL5                 | 2 gennaio 2001   | LINEAR                     |
| 98833 -               | 2001 AF12                | 2 gennaio 2001   | LINEAR                     |
| 98834 -               | 2001 AR15                | 2 gennaio 2001   | LINEAR                     |
| 98835 -               | 2001 AS15                | 2 gennaio 2001   | LINEAR                     |
| 98836 -               | 2001 AF17                | 2 gennaio 2001   | LINEAR                     |
| 98837 -               | 2001 AQ17                | 2 gennaio 2001   | LINEAR                     |
| 98838 -               | 2001 AH19                | 4 gennaio 2001   | NEAT                       |
| 98839 -               | 2001 AT20                | 3 gennaio 2001   | LINEAR                     |
| 98840 -               | 2001 AA22                | 3 gennaio 2001   | LINEAR                     |
| 98841 -               | 2001 AL22                | 3 gennaio 2001   | LINEAR                     |
| 98842 -               | 2001 AQ22                | 3 gennaio 2001   | LINEAR                     |
| 98843 -               | 2001 AQ26                | 5 gennaio 2001   | LINEAR                     |
| 98844 -               | 2001 AP27                | 5 gennaio 2001   | LINEAR                     |
| 98845 -               | 2001 AU27                | 5 gennaio 2001   | LINEAR                     |
| 98846 -               | 2001 AV27                | 5 gennaio 2001   | LINEAR                     |
| 98847 -               | 2001 AW29                | 4 gennaio 2001   | LINEAR                     |
| 98848 -               | 2001 AT30                | 4 gennaio 2001   | LINEAR                     |
| 98849 -               | 2001 AY30                | 4 gennaio 2001   | LINEAR                     |
| 98850 -               | 2001 AM33                | 4 gennaio 2001   | LINEAR                     |
| 98851 -               | 2001 AW33                | 4 gennaio 2001   | LINEAR                     |
| 98852 -               | 2001 AJ34                | 4 gennaio 2001   | LINEAR                     |
| 98853 -               | 2001 AY34                | 4 gennaio 2001   | LINEAR                     |
| 98854 -               | 2001 AU36                | 5 gennaio 2001   | LINEAR                     |
| 98855 -               | 2001 AU37                | 5 gennaio 2001   | LINEAR                     |
| 98856 -               | 2001 AA38                | 5 gennaio 2001   | LINEAR                     |
| 98857 -               | 2001 AM38                | 5 gennaio 2001   | LINEAR                     |
| 98858 -               | 2001 AT41                | 3 gennaio 2001   | LINEAR                     |
| 98859 -               | 2001 AZ41                | 3 gennaio 2001   | LINEAR                     |
| 98860 -               | 2001 AK42                | 4 gennaio 2001   | LINEAR                     |
| 98861 -               | 2001 AA44                | 7 gennaio 2001   | LINEAR                     |
| 98862 -               | 2001 AN44                | 15 gennaio 2001  | T. Kobayashi               |
| 98863 -               | 2001 AR46                | 15 gennaio 2001  | LINEAR                     |
| 98864 -               | 2001 AR47                | 15 gennaio 2001  | LINEAR                     |
| 98865 -               | 2001 AY47                | 15 gennaio 2001  | LINEAR                     |
| 98866 Giannabussolari | 2001 AC53                | 15 gennaio 2001  | Asiago-DLR Asteroid Survey |
| 98867 -               | 2001 BG4                 | 18 gennaio 2001  | LINEAR                     |
| 98868 -               | 2001 BS5                 | 18 gennaio 2001  | LINEAR                     |
| 98869 -               | 2001 BT5                 | 18 gennaio 2001  | LINEAR                     |
| 98870 -               | 2001 BV5                 | 18 gennaio 2001  | LINEAR                     |
| 98871 -               | 2001 BB7                 | 19 gennaio 2001  | LINEAR                     |
| 98872 -               | 2001 BO9                 | 19 gennaio 2001  | LINEAR                     |
| 98873 -               | 2001 BO11                | 20 gennaio 2001  | S. Sposetti                |
| 98874 -               | 2001 BE14                | 19 gennaio 2001  | Spacewatch                 |
| 98875 -               | 2001 BN15                | 21 gennaio 2001  | T. Kobayashi               |
| 98876 -               | 2001 BL17                | 19 gennaio 2001  | LINEAR                     |
| 98877 -               | 2001 BK19                | 19 gennaio 2001  | LINEAR                     |
| 98878 -               | 2001 BT21                | 20 gennaio 2001  | LINEAR                     |
| 98879 -               | 2001 BC24                | 20 gennaio 2001  | LINEAR                     |
| 98880 -               | 2001 BF25                | 20 gennaio 2001  | LINEAR                     |
| 98881 -               | 2001 BQ25                | 20 gennaio 2001  | LINEAR                     |
| 98882 -               | 2001 BG28                | 20 gennaio 2001  | LINEAR                     |
| 98883 -               | 2001 BY28                | 20 gennaio 2001  | LINEAR                     |
| 98884 -               | 2001 BL29                | 20 gennaio 2001  | LINEAR                     |
| 98885 -               | 2001 BX29                | 20 gennaio 2001  | LINEAR                     |
| 98886 -               | 2001 BZ29                | 20 gennaio 2001  | LINEAR                     |
| 98887 -               | 2001 BQ34                | 20 gennaio 2001  | LINEAR                     |
| 98888 -               | 2001 BW34                | 20 gennaio 2001  | LINEAR                     |
| 98889 -               | 2001 BL38                | 18 gennaio 2001  | LINEAR                     |
| 98890 -               | 2001 BH40                | 18 gennaio 2001  | LINEAR                     |
| 98891 -               | 2001 BK41                | 19 gennaio 2001  | Spacewatch                 |
| 98892 -               | 2001 BX42                | 19 gennaio 2001  | LINEAR                     |
| 98893 -               | 2001 BB44                | 19 gennaio 2001  | LINEAR                     |
| 98894 -               | 2001 BC44                | 19 gennaio 2001  | LINEAR                     |
| 98895 -               | 2001 BE44                | 19 gennaio 2001  | LINEAR                     |
| 98896 -               | 2001 BK44                | 19 gennaio 2001  | LINEAR                     |
| 98897 -               | 2001 BL44                | 19 gennaio 2001  | LINEAR                     |
| 98898 -               | 2001 BU45                | 21 gennaio 2001  | LINEAR                     |
| 98899 -               | 2001 BG48                | 21 gennaio 2001  | LINEAR                     |
| 98900 -               | 2001 BF50                | 21 gennaio 2001  | LINEAR                     |

## 98901-99000
| Nome           | Designazione provvisoria | Data di scoperta | Scopritore   |
| -------------- | ------------------------ | ---------------- | ------------ |
| 98901 -        | 2001 BB51                | 28 gennaio 2001  | T. Kobayashi |
| 98902 -        | 2001 BK53                | 17 gennaio 2001  | NEAT         |
| 98903 -        | 2001 BB57                | 19 gennaio 2001  | Spacewatch   |
| 98904 -        | 2001 BD57                | 19 gennaio 2001  | NEAT         |
| 98905 -        | 2001 BL58                | 21 gennaio 2001  | LINEAR       |
| 98906 -        | 2001 BR58                | 21 gennaio 2001  | LINEAR       |
| 98907 -        | 2001 BM59                | 26 gennaio 2001  | LINEAR       |
| 98908 -        | 2001 BZ59                | 26 gennaio 2001  | LINEAR       |
| 98909 -        | 2001 BR60                | 21 gennaio 2001  | LINEAR       |
| 98910 -        | 2001 BE62                | 26 gennaio 2001  | LINEAR       |
| 98911 -        | 2001 BJ63                | 29 gennaio 2001  | LINEAR       |
| 98912 -        | 2001 BM63                | 29 gennaio 2001  | LINEAR       |
| 98913 -        | 2001 BG65                | 26 gennaio 2001  | LINEAR       |
| 98914 -        | 2001 BL66                | 26 gennaio 2001  | LINEAR       |
| 98915 -        | 2001 BJ67                | 30 gennaio 2001  | LINEAR       |
| 98916 -        | 2001 BU68                | 31 gennaio 2001  | LINEAR       |
| 98917 -        | 2001 BY70                | 29 gennaio 2001  | LINEAR       |
| 98918 -        | 2001 BG72                | 31 gennaio 2001  | LINEAR       |
| 98919 -        | 2001 BN74                | 31 gennaio 2001  | LINEAR       |
| 98920 -        | 2001 BX74                | 31 gennaio 2001  | LINEAR       |
| 98921 -        | 2001 BW76                | 26 gennaio 2001  | LINEAR       |
| 98922 -        | 2001 BY76                | 26 gennaio 2001  | LINEAR       |
| 98923 -        | 2001 BB78                | 25 gennaio 2001  | NEAT         |
| 98924 -        | 2001 BG82                | 18 gennaio 2001  | LINEAR       |
| 98925 -        | 2001 CX                  | 1 febbraio 2001  | LINEAR       |
| 98926 -        | 2001 CH1                 | 1 febbraio 2001  | LINEAR       |
| 98927 -        | 2001 CF2                 | 1 febbraio 2001  | LINEAR       |
| 98928 -        | 2001 CH2                 | 1 febbraio 2001  | LINEAR       |
| 98929 -        | 2001 CE4                 | 1 febbraio 2001  | LINEAR       |
| 98930 -        | 2001 CB5                 | 1 febbraio 2001  | LINEAR       |
| 98931 -        | 2001 CC5                 | 1 febbraio 2001  | LINEAR       |
| 98932 -        | 2001 CZ6                 | 1 febbraio 2001  | LINEAR       |
| 98933 -        | 2001 CS7                 | 1 febbraio 2001  | LINEAR       |
| 98934 -        | 2001 CA8                 | 1 febbraio 2001  | LINEAR       |
| 98935 -        | 2001 CV10                | 1 febbraio 2001  | LINEAR       |
| 98936 -        | 2001 CX10                | 1 febbraio 2001  | LINEAR       |
| 98937 -        | 2001 CO11                | 1 febbraio 2001  | LINEAR       |
| 98938 -        | 2001 CQ13                | 1 febbraio 2001  | LINEAR       |
| 98939 -        | 2001 CZ15                | 1 febbraio 2001  | LINEAR       |
| 98940 -        | 2001 CJ18                | 2 febbraio 2001  | LINEAR       |
| 98941 -        | 2001 CH20                | 3 febbraio 2001  | LINEAR       |
| 98942 -        | 2001 CP20                | 3 febbraio 2001  | LINEAR       |
| 98943 Torifune | 2001 CC21                | 3 febbraio 2001  | LINEAR       |
| 98944 -        | 2001 CM21                | 1 febbraio 2001  | LONEOS       |
| 98945 -        | 2001 CS21                | 1 febbraio 2001  | LONEOS       |
| 98946 -        | 2001 CB22                | 1 febbraio 2001  | LONEOS       |
| 98947 -        | 2001 CZ23                | 1 febbraio 2001  | LONEOS       |
| 98948 -        | 2001 CK24                | 1 febbraio 2001  | LONEOS       |
| 98949 -        | 2001 CM27                | 2 febbraio 2001  | LONEOS       |
| 98950 -        | 2001 CO28                | 2 febbraio 2001  | LONEOS       |
| 98951 -        | 2001 CV28                | 2 febbraio 2001  | LONEOS       |
| 98952 -        | 2001 CW28                | 2 febbraio 2001  | LONEOS       |
| 98953 -        | 2001 CZ29                | 2 febbraio 2001  | LONEOS       |
| 98954 -        | 2001 CJ32                | 12 febbraio 2001 | Črni Vrh     |
| 98955 -        | 2001 CE34                | 13 febbraio 2001 | LINEAR       |
| 98956 -        | 2001 CW34                | 13 febbraio 2001 | LINEAR       |
| 98957 -        | 2001 CH36                | 15 febbraio 2001 | T. Kobayashi |
| 98958 -        | 2001 CD38                | 15 febbraio 2001 | LINEAR       |
| 98959 -        | 2001 CG39                | 13 febbraio 2001 | LINEAR       |
| 98960 -        | 2001 CG43                | 15 febbraio 2001 | LINEAR       |
| 98961 -        | 2001 CP43                | 15 febbraio 2001 | LINEAR       |
| 98962 -        | 2001 CZ43                | 15 febbraio 2001 | LINEAR       |
| 98963 -        | 2001 CO44                | 15 febbraio 2001 | LINEAR       |
| 98964 -        | 2001 CR44                | 15 febbraio 2001 | LINEAR       |
| 98965 -        | 2001 CL45                | 15 febbraio 2001 | LINEAR       |
| 98966 -        | 2001 CW47                | 12 febbraio 2001 | LONEOS       |
| 98967 -        | 2001 DT2                 | 16 febbraio 2001 | P. G. Comba  |
| 98968 -        | 2001 DA4                 | 16 febbraio 2001 | LINEAR       |
| 98969 -        | 2001 DJ12                | 17 febbraio 2001 | LINEAR       |
| 98970 -        | 2001 DL12                | 17 febbraio 2001 | LINEAR       |
| 98971 -        | 2001 DR12                | 17 febbraio 2001 | LINEAR       |
| 98972 -        | 2001 DT14                | 20 febbraio 2001 | J. M. Roe    |
| 98973 -        | 2001 DB15                | 17 febbraio 2001 | Črni Vrh     |
| 98974 -        | 2001 DY15                | 16 febbraio 2001 | LINEAR       |
| 98975 -        | 2001 DY16                | 16 febbraio 2001 | LINEAR       |
| 98976 -        | 2001 DZ18                | 16 febbraio 2001 | LINEAR       |
| 98977 -        | 2001 DF19                | 16 febbraio 2001 | LINEAR       |
| 98978 -        | 2001 DG19                | 16 febbraio 2001 | LINEAR       |
| 98979 -        | 2001 DB21                | 16 febbraio 2001 | LINEAR       |
| 98980 -        | 2001 DF21                | 16 febbraio 2001 | LINEAR       |
| 98981 -        | 2001 DQ21                | 16 febbraio 2001 | LINEAR       |
| 98982 -        | 2001 DS22                | 17 febbraio 2001 | LINEAR       |
| 98983 -        | 2001 DD25                | 17 febbraio 2001 | LINEAR       |
| 98984 -        | 2001 DK25                | 17 febbraio 2001 | LINEAR       |
| 98985 -        | 2001 DS25                | 17 febbraio 2001 | LINEAR       |
| 98986 -        | 2001 DB26                | 17 febbraio 2001 | LINEAR       |
| 98987 -        | 2001 DG26                | 17 febbraio 2001 | LINEAR       |
| 98988 -        | 2001 DY27                | 17 febbraio 2001 | LINEAR       |
| 98989 -        | 2001 DE31                | 17 febbraio 2001 | LINEAR       |
| 98990 -        | 2001 DA34                | 17 febbraio 2001 | LINEAR       |
| 98991 -        | 2001 DH35                | 19 febbraio 2001 | LINEAR       |
| 98992 -        | 2001 DV35                | 19 febbraio 2001 | LINEAR       |
| 98993 -        | 2001 DC36                | 19 febbraio 2001 | LINEAR       |
| 98994 -        | 2001 DK39                | 19 febbraio 2001 | LINEAR       |
| 98995 -        | 2001 DA41                | 19 febbraio 2001 | LINEAR       |
| 98996 -        | 2001 DF44                | 19 febbraio 2001 | LINEAR       |
| 98997 -        | 2001 DR45                | 19 febbraio 2001 | LINEAR       |
| 98998 -        | 2001 DU46                | 19 febbraio 2001 | LINEAR       |
| 98999 -        | 2001 DE48                | 16 febbraio 2001 | LINEAR       |
| 99000 -        | 2001 DU48                | 16 febbraio 2001 | LINEAR       |